# Крюков, Евгений Владимирович (медик)
Евгений Владимирович Крюков (род. 27 июля 1966 года, Севастополь, Крымская область, УССР, СССР) — российский военный врач, терапевт. Начальник Военно-медицинской академии имени С. М. Кирова с декабря 2020 года, Заслуженный врач Российской Федерации, доктор медицинских наук (2004), генерал-лейтенант медицинской службы (2022), академик РАН (2022).

## Биография
Родился 27 июля 1966 года в Севастополе Крымской АССР.
В 1987 году с 4-го курса Крымского мединститута был призван на срочную военную службу, которую проходил на дизельной подводной лодке Черноморского флота.
В 1989 году с отличием окончил военно-медицинский факультет при Горьковском медицинском институте.
С 1989 года — врач медицинской службы плавучей базы подводных лодок.
С 1992 года — начальник медицинской службы большой подводной лодки Черноморского флота Российской Федерации.
С 1996 года — старший ординатор отделения неотложной терапии военно-морского госпиталя имени Пирогова (Севастополь).
С 1998 года — начальник терапевтического отделения госпиталя имени Пирогова ЧФ РФ.
С 1999 года — главный терапевт Черноморского флота.
С 2009 года — начальник военно-морского клинического госпиталя имени Пирогова ЧФ РФ.
В 2014 году указом Президента Российской Федерации назначен начальником Главного военного клинического госпиталя имени Бурденко.
В 2016 году избран членом-корреспондентом РАН.
С декабря 2020 года — начальник Военно-медицинской академии имени С. М. Кирова.
В 2022 году избран академиком РАН.
Женат. Двое детей: дочь (род. 1998) и сын (род. 2009).

## Награды
- Заслуженный врач Российской Федерации
- Орден «За военные заслуги»
- Орден Пирогова
- Орден Почёта (2022)
- Медаль «За воинскую доблесть» I степени
- Медаль «За укрепление боевого содружества»
- Медаль «За отличие в военной службе» I, II, III степеней